# Monthon

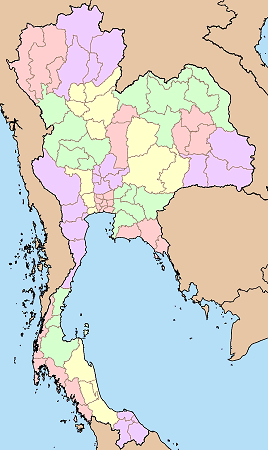
Mappa dei monthon nel 1915

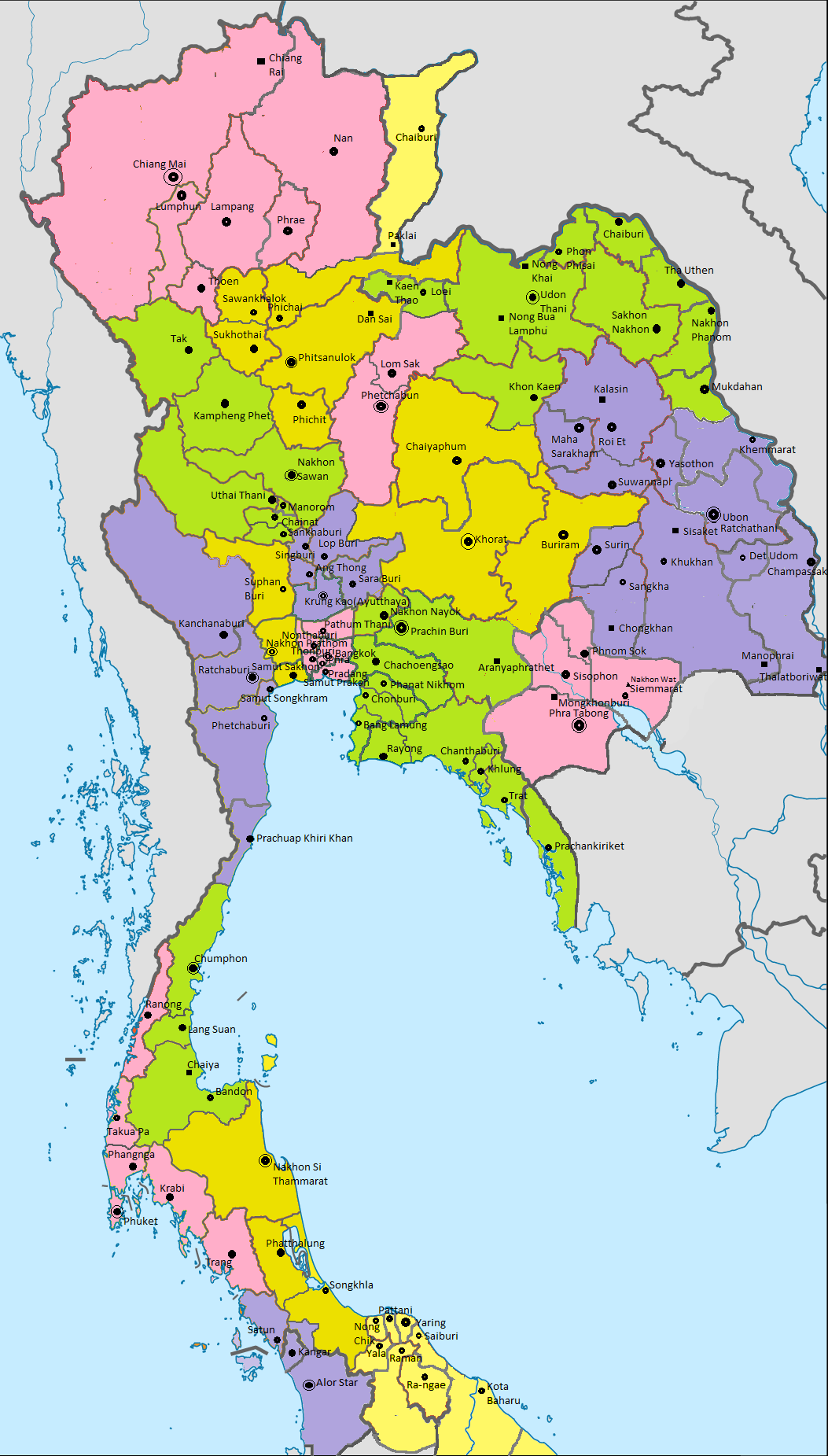
Mappa dei monthon nel 1900

Un monthon (in thai: มณฑล) fu una suddivisione politico-amministrativa di primo livello del Regno di Rattanakosin, l'odierna Thailandia, sotto la cui giurisdizione furono raggruppate le preesistenti province. I primi monthon furono istituiti nel 1893 nel quadro della riforma thesaphiban (in thai: เทศาภิบาล, letteralmente: controllo sul territorio), che divenne legge ufficiale nel 1899. Monthon è la pronuncia in lingua thai del termine maṇḍala, ed è riferito al sistema politico-amministrativo che caratterizzò per diversi secoli i rapporti tra il potere centrale e le città-Stato tributarie, dette mueang, alle quali era concessa larga autonomia prima dell'introduzione di questa riforma.
Con l'intento di creare uno Stato centralizzato, i nuovi monthon furono governati da speciali commissari nominati dal monarca, che gradualmente andarono a sostituire i vecchi governatori o sovrani tributari, entrambi tradizionalmente al potere per aver ereditato la carica da un familiare. Fu una delle più importanti riforme promosse per ammodernare il Siam dal re Chulalongkorn (Rama V) e contribuì a preservare il Paese dalla colonizzazione da parte dell'Impero britannico e dell'Indocina francese, che in quei decenni avevano conquistato i Paesi confinanti con il Siam. Fu scritta dal principe e ministro dell'Interno (mahatthai) Damrong Rajanubhab, fratellastro di Rama V, famoso anche per le novità che introdusse nel campo dell'Istruzione pubblica e della storiografia nazionale.
Il sovrano proveniva da una famiglia numerosa, il padre e predecessore Rama IV aveva avuto da diverse mogli e concubine varie decine di figli, la cui educazione era stata affidata a precettori europei. Rama V proseguì con determinazione la strada delle riforme intrapresa dal padre, ma volle liberarsi dalla crescente influenza che l'aristocrazia della capitale aveva avuto sui regni precedenti. Tolse quindi potere e provvigioni a questi nobili e affidò gli incarichi di governo ai propri parenti, con i quali mise in atto la riforma thesaphiban e le molte altre che trasformarono il Siam in uno Stato moderno.
I monthon furono aboliti nel 1932 con il colpo di Stato noto come rivoluzione siamese che pose fine alla monarchia assoluta, relegando i sovrani della dinastia Chakri ad un ruolo secondario e limitandone il potere al disbrigo di semplici formalità burocratiche o cerimoniali. Al posto dei monthon, la suddivisione territoriale di primo livello tornò ad essere quella delle province.

## Precedenti suddivisioni
Nell'antichità furono vari i popoli tai che consolidarono la propria presenza nel Sud-est asiatico e i loro maggiori centri abitati furono chiamati mueang, inizialmente piccole città-Stato dove veniva eletto un sovrano (chao) a cui faceva riferimento una cerchia di villaggi minori della stessa zona. Queste prime forme di organizzazione ebbero luogo nelle zone periferiche dell'Impero Khmer, a nord delle grandi pianure. Quando le mueang più importanti si costituirono a regno, per governare fu adottato il sistema mandala, in cui alle maggiori mueang vassalle il sovrano centrale lasciava autonomia di amministrare la propria cerchia di mueang più piccole, e a queste altrettanta autonomia di controllare i villaggi dei territori circostanti.
Lo Stato non era quindi centralizzato e forniva protezione in cambio di tributi e occasionale appoggio militare. Per garantirsi il rispetto degli accordi, il re costringeva il vassallo a concedergli una figlia in sposa e ne deportava altri parenti prossimi a titolo di ostaggio. Il rapporto si rivelò talvolta labile nei periodi di crisi dello Stato egemone, e frequenti furono i casi in cui una mueang lontana dalla capitale entrasse nella sfera di influenza di un altro Stato, a volte pagando tributi ad entrambi gli Stati. Tra i popoli tai si distinsero in particolare i Siamesi, i Lao, gli Yuan e gli Shan. Il primo regno dei Siamesi fu quello di Sukhothai (1238-1438), a cui succedettero nell'ordine quelli di Ayutthaya (1350-1767), Thonburi (1768-1782) e Rattanakosin (1782-1932).
Un primo passo verso la centralizzazione del potere fu compiuto da re Trailokanat di Ayutthaya, che regnò dal 1448 al 1488, con l'istituzione delle cariche del kalahom (กลาโหม), a cui fu demandata l'organizzazione dell'esercito, e del mahatthai (มหาดไทย), una sorta di ministro dell'Interno incaricato di organizzare il governo locale, il Ministero delle Finanze e il Ministero dell'Agricoltura.
In seguito non vi furono altri sviluppi significativi fino al regno di Rama V. La riforma fu messa in atto nello stesso anno della guerra franco-siamese, con la quale il sovrano era stato costretto a cedere ai colonizzatori dell'Indocina francese tutti i territori laotiani ad est del Mekong. La minaccia francese sulla periferia del regno, i cui confini non erano ben definiti ed erano sotto il controllo dei signori locali, ebbe un ruolo importante sull'attuazione della riforma. Prima dell'introduzione dei monthon il territorio controllato dal regno era suddiviso in tre fasce di province:
- quelle interne, che avevano un sistema di tassazione simile a quello in vigore a Bangkok ed erano in gran parte affidate a governatori che ereditavano il titolo da un familiare. Le mueang di queste province erano a loro volta divise in tre fasce:
  - le consolidate mueang della bassa valle del Chao Phraya, sotto la giurisdizione del mahatthai
  - quelle della fascia costiera ad est di Bangkok, sotto la giurisdizione del ministro dei porti (krom tha)
  - quelle della fascia costiera settentrionale della penisola malese, sotto la giurisdizione del kalahom
- quelle intermedie, governate da sovrani locali che inviavano legname come tributo, le cui mueang si dividevano in due fasce:
  - quelle nella parte meridionale dell'altopiano di Korat e nei territori settentrionali del Regno di Cambogia, sotto la giurisdizione del mahatthai
  - quelle nella fascia centro-settentrionale della penisola malese, sotto la giurisdizione del kalahom
- quelle tributarie, i cui sovrani inviavano solo dei tributi simbolici, le cui mueang si dividevano in due fasce:
  - quelle settentrionali in territorio Lanna e quelle dell'estremo nord-est, lungo le rive occidentali del Mekong, sotto la giurisdizione del mahatthai
  - quelle della fascia centrale della penisola malese, governate dai locali sultani e poste sotto la giurisdizione del kalahom

## Riformathesaphiban
La prima opportunità per cambiare il vecchio sistema fu data a Rama V dal crescente potere che le compagnie britanniche del legname stavano assumendo nel territorio Lanna costruendo nelle foreste una rete stradale che costituiva una minaccia di intrusione coloniale. Avevano inoltre costretto ad indebitarsi i sovrani locali dopo averli coinvolti in processi legali. Rama V pagò tali debiti, siglò nel 1874 un trattato con i britannici che limitò i poteri delle compagnie del legname ed inviò a Chiang Mai un fratellastro come commissario per controllare le finanze locali. Questi si presentò con una colonna di truppe e gradualmente introdusse il sistema di tassazione in vigore a Bangkok, nominò a sua discrezione nuovi ufficiali e si accaparrò le concessioni per il diboscamento. Le proteste dell'aristocrazia locale furono controllate distribuendo titoli nobiliari e consistenti elargizioni; l'élite di Chiang Mai fu lentamente allontanata dai posti di potere, le tasse furono convogliate al Ministero del Tesoro a Bangkok e fu organizzata una robusta struttura burocratica di tipo piramidale.
Il sistema di controllo fu organizzato secondo il modello imposto dai britannici nella colonizzazione dell'India per l'istituzione dei distretti locali. Il principe Damrong Rajanubhab fu incaricato di stilare la riforma e affrontò la responsabilità affidatagli viaggiando fino alle province più remote, studiandone il funzionamento, i problemi che le affliggevano ed i margini esistenti per l'introduzione di un sistema alternativo. Si rese conto di quanto i governatori si fossero arricchiti approfittando della propria carica e degli alti livelli di corruzione e di ingiustizia che gravavano sulle province. Negli anni successivi alla presa di controllo a Chiang Mai, altri commissari e truppe aggregate furono inviate negli Stati satelliti di Luang Prabang, Nong Khai, Nakhon Ratchasima, Ubon Ratchathani e Phuket, dove i sovrani locali furono progressivamente esautorati e alla loro morte sostituiti con commissari di Bangkok, spesso facenti parte della cerchia del re. Nel 1893, Damrong vide la sua carica di mahatthai promossa ufficialmente a ministro dell'Interno, e gli fu affidato il compito di adattare il nuovo tipo di amministrazione sperimentato a Chiang Mai e nelle successive aree anche nelle province interne, dove in poco tempo i governatori locali furono sostituiti da commissari della capitale. Nel 1899 la riforma studiata e messa in atto da Damrong fu trasformata in legge.
A partire dal 1902 furono riconosciuti regolari stipendi agli amministratori e tolte le entrate che per tradizione incameravano le famiglie dei precedenti governatori. Furono costruiti palazzi statali appositamente per il governo locale, che sostituirono i palazzi delle vecchie famiglie aristocratiche e dei sovrani dove veniva in precedenza esercitato il potere amministrativo. Furono inoltre costruite prigioni, case per gli impiegati statali, nuovi uffici ecc. Entro il 1914, furono circa 3 000 i pubblici ufficiali nominati dal Ministero dell'Interno inviati ad amministrare le province. Anche se in molte zone non si riuscì a sovvertire il sistema di tassazione locale e ad esautorare i vecchi governatori, anche i loro domini erano ormai entrati nella struttura piramidale gestita dal ministero.

### Imonthon
Non avendo sufficienti funzionari per sostituire i governatori di ogni singola provincia, la riorganizzazione concepita da Damrong fu radicale, le circa 100 province allora esistenti furono declassate e al loro posto furono create le prime 14 circoscrizioni chiamate monthon. Al vertice di ogni monthon furono posti commissari nominati a Bangkok, solitamente fratelli o cugini fidati del re, coadiuvati da ufficiali di fresca nomina e di moderna educazione. Tra i compiti dei nuovi amministratori vi furono la riscossione delle tasse, il controllo delle concessioni per lo sfruttamento delle risorse naturali, la gestione dell'istruzione pubblica, della giustizia e della polizia, nonché l'introduzione di nuove leggi.
Il nuovo sistema di governo (kharatchakan) dei monthon prevedeva le cariche di governatore (phuwa ratchakan mueang) e vice-governatore (phuchuaiwa ratchakan mueang). Il declino delle aristocrazie locali si accentuò qualche anno dopo, quando i vecchi governatori e sovrani tributari di ogni singola provincia furono sostituiti dai vice-commissari residenti del monthon (palat monthon pracam cangwat) inviati da Bangkok.

#### Nord
- Monthon Phayap (in thai: มณฑลพายัพ: termine sanscrito che significa nord-ovest) o Monthon Lao Chiang (มณฑลลาวเฉียง), istituito nel 1899 nei territori Lanna. L'atto di nascita del monthon segna l'annessione ufficiale nel Siam dei territori dell'antico Regno Lanna.[10] Comprendeva le province di Chiang Mai, Lamphun, Mae Hong Son, Lampang, Chiang Rai, Nan e Phrae. Queste ultime quattro furono scorporate nel 1915 per formare il monthon Maharat.
- Monthon Maharat (in thai: มณฑลมหาราษฎร์), istituito nel 1915 con i territori delle province di Chiang Rai, Nan, Lampang, e Phrae sottratte al monthon Phayap.
- Monthon Nakhon Sawan (มณฑลนครสวรรค์), istituito nel 1895 con i territori delle province di Nakhon Sawan, Chainat, Kamphaeng Phet, Manorom, Phayuha Khiri, Sankhaburi, Tak e Uthai Thani.
- Monthon Phitsanulok (มณฑลพิษณุโลก), istituito nel 1894 con i territori delle province di Phitsanulok, Phichai, Phichit, Sukhothai e Sawankhalok.
- Monthon Phetchabun (มณฑลเพชรบูรณ์), istituito nel 1899 con i territori delle province di Lom Sak e Phetchabun sottratte al monthon Nakhon Ratchasima. Lom Sak fu in seguito incorporata nella provincia di Phetchabun. Il monthon fu abolito nel 1815 e Phetchabun fu inserita nel monthon Phitsanulok.

#### Nordest
- Monthon Nakhon Ratchasima (มณฑลนครราชสีมา), fu il primo monthon e venne istituito nel 1893 con il nome Monthon Lao Klang,[9] comprendeva i territori delle province di Nakhon Ratchasima (Khorat), Buriram, Chaiyaphum e Phetchabun; quest'ultima nel 1899 fu inserita nell'omonimo monthon.
- Monthon Isan (มณฑลอีสาน, letteralmente monthon del nord-est), istituito nel 1893 con il nome Monthon Laokao (มณฑลลาวกาว), divenne Monthon Isan nel 1897.[9] Nel giugno 1912 fu smembrato per formare i nuovi monthon Roi Et e Ubon.
- Monthon Roi Et (มณฑลร้อยเอ็จ), istituito nel 1912 con i territori delle province di Roi Et, Kalasin e Maha Sarakham.
- Monthon Ubon (มณฑลอุบล), istituito nel 1912 con i territori delle province di Ubon Ratchathani, Khukhan, Sisaket e Surin.
- Monthon Udon (มณฑลอุดร, letteralmente monthon del nord), istituito nel 1893 con il nome Monthon Lao Phuan (มณฑลลาวพวน), divenne il monthon Udon nel 1897.[9] Comprendeva le province di Udon Thani, Khon Kaen, Loei, Nakhon Phanom, Nong Khai e Sakon Nakhon.

#### Sud
- Monthon Phuket (มณฑลภูเก็จ), istituito nel 1898 con i territori delle province di Phuket, Thalang, Ranong, Phang Nga, Takua Pa, Krabi, Kelantan e Terengganu.[11] Con il trattato anglo-siamese del 1909, Kelantan e Terengganu furono cedute ai britannici insieme a Kedah e Perlis, mentre la provincia di Satun entrò a far parte del monthon Phuket.
- Monthon Chumphon (มณฑลชุมพร), istituito nel 1896 con i territori delle province di Chumphon, Chaiya, Kanchanadit e Lang Suan. Kanchanadit fu in seguito inglobata nella provincia di Chaiya. Nel 1905 l'amministrazione del monthon fu spostata a Ban Don, capoluogo della provincia di Chaiya, che fu ribattezzata Surat Thani. Il monthon fu chiamato Monthon Surat e nel 1925 fu incorporato nel monthon Nakhon Si Thammarat.
- Monthon Nakhon Si Thammarat (มณฑลนครศรีธรรมราช), istituito nel 1896 con i territori delle province di Songkhla, Nakhon Si Thammarat, Phatthalung, nel 1901 gli furono assegnate le sette sezioni provinciali di Pattani (Tani), Jala, Sai Buri, Yaring, Nong Chik, Raman, Ra-ngae. Queste ultime furono scorporate nel 1906 per formare il monthon Pattani.[2]
- Monthon Pattani (มณฑลปัตตานี), istituito nel 1906 con i territori delle suddette sette sezioni provinciali di Pattani che furono però raggruppate nelle seguenti 4 sezioni:[12]
  - Jala e Raman divennero Yala
  - Pattani, Yaring e Nong Chik divennero Pattani
  - Sai Buri mantenne il nome e territorio precedente
  - Ra-ngae mantenne il territorio e fu ribattezzata Bangnara
- Monthon Syburi (มณฑลไทรบุรี, il vecchio nome di Kedah), istituito nel 1896 con i territori delle province di Kedah, Perlis e Satun. Nel 1909 il monthon fu abolito quando Kedah e Perlis furono cedute ai britannici, mentre Satun fu inglobata nel monthon Phuket.

#### Centro
- Monthon Krung Thep (มณฑลกรุงเทพ), il monthon della capitale Bangkok, che era prima sotto il controllo del Ministero degli Affari urbani. Il monthon fu istituito nel 1897 con i territori delle province di Phra Nakhon, Thonburi, Nonthaburi, Pathum Thani, Phra Pradaeng (Nakhon Khueankhan), Samut Prakan, Thanyaburi e Minburi. Pathum Thani e Thanyaburi furono in seguito poste sotto la giurisdizione del monthon Ayutthaya. Nel 1915 fu ribattezzato Krung Thep Phra Maha Nakhon (metropoli di Bangkok). Nel 1922 il Ministero degli Affari urbani fu assorbito dal Ministero dell'Interno, cui facevano capo i monthon.
- Monthon Ayutthaya (มณฑลอยุธยา), istituito nel 1893 con il nome Monthon Krung Kao (มณฑลกรุงเก่า, letteralmente monthon della vecchia capitale, comprendeva le province di Ayutthaya, Ang Thong, Lopburi, Phromburi e Saraburi.
- Monthon Ratchaburi (มณฑลราชบุรี), istituito nel 1895 con i territori delle province di Ratchaburi, Kanchanaburi, Samut Songkhram, Phetchaburi e Prachuap Khiri Khan.
- Monthon Nakhon Chai Si (มณฑลนครไชยศรี), istituito nel 1895 con i territori delle province di Nakhon Chai Si (l'odierna Nakhon Pathom), Samut Sakhon e Suphan Buri.

#### Est
- Monthon Prachinburi (มณฑลปราจิณบุรี), istituito nel 1893 con i territori delle province di Prachinburi, Chachoengsao, Nakhon Nayok e Phanom Sarakham.
- Monthon Burapha (มณฑลบูรพา), istituito nel 1903 con i territori delle province cambogiane di Sisophon, Battambang, Phanomsok e Siammarat, nel 1907 scomparve dopo che queste province furono assorbite dall'Indocina francese.
- Monthon Chanthaburi (มณฑลจันทบุรี), istituito nel 1906 con i territori delle province di Chanthaburi, Rayong e Trat. Quest'ultima era occupata dai francesi in attesa che i siamesi osservassero gli impegni presi dopo la sconfitta nel conflitto del 1893, e fu riconsegnata nel 1907.

## Proteste contro la riforma
Il nuovo sistema tolse il potere alle aristocrazie ereditarie locali che da lungo tempo controllavano le proprie mueang, sollevando vibranti proteste e in alcuni casi aperte ribellioni. Ma Bangkok aveva inviato un consistente numero di truppe ben equipaggiate che entro gli inizi del XX secolo riuscirono a sedare le ribellioni. Alcuni degli ufficiali delle vecchie amministrazioni furono inseriti in quelle nuove, ma fu a loro riservata solo una piccola parte dei nuovi gettiti fiscali imposti su tutta la popolazione. Si venne quindi a creare malcontento anche tra la popolazione, costretta a pagare di nascosto i vecchi amministratori oltre che le nuove tasse.
Tra le proteste più accese vi furono quelle nel sud del Siam, dove i sultanati furono aboliti e nel 1901 vennero inseriti nel monthon di Nakhon Si Thammarat. Dopo aver resistito per un periodo, la maggior parte dei sultani fu costretta ad accettare il nuovo sistema in parte con l'uso della forza e in parte con il riconoscimento di una pensione annua ed altri privilegi. Il sultano di Pattani rifiutò queste condizioni e fu imprigionato per due anni per aver continuato a ribellarsi. Quando tornò in libertà, con la promessa di rinunciare alle rivendicazioni, si rifugiò invece nel Kelantan e sia lui che i suoi discendenti non hanno mai smesso di ribellarsi. Il malessere nel sud fu recepito dal governo centrale, che nel 1906 riorganizzò i sultanati in un apposito nuovo monthon.
Grandi proteste si ebbero anche nella valle del Mekong sia sulla riva siamese che su quella franco-laotiana, a causa della riforma di Damrong e delle contemporanee tasse imposte dai colonizzatori francesi. Fu una rivolta armata e vide coinvolte soprattutto le minoranze etniche nei territori laotiani, in particolare gli alak e i laven, che costituivano la fascia più povera e la più colpita dalle nuove tassazioni. Ebbe inizio nel 1901 nella Provincia di Salavan, nel Laos meridionale, si propagò ben presto nelle vicine province vietnamite e siamesi, e finì per coinvolgere importanti personalità di etnia laotiana. L'espandersi del fenomeno costrinse alla mobilitazione sia le autorità francesi che quelle siamesi. Nel 1910 il capo dei ribelli Ong Keo fu ucciso e la rivolta perse intensità, ma fu portata avanti fino al 1936.